# Aeschynanthus acuminatissimus
Aeschynanthus acuminatissimus är en tvåhjärtbladig växtart som beskrevs av Wen Tsai Wang. Aeschynanthus acuminatissimus ingår i släktet Aeschynanthus och familjen Gesneriaceae. Inga underarter finns listade i Catalogue of Life.